# Иваково (Вологодская область)
Иваково — деревня в Никольском районе Вологодской области.
Входит в состав Теребаевского сельского поселения, с точки зрения административно-территориального деления — в Теребаевский сельсовет.
Расстояние по автодороге до районного центра Никольска — 31 км, до центра муниципального образования Теребаево — 13 км. Ближайшие населённые пункты — Калинино, Нагавицино, Ковригино.
По переписи 2002 года население — 6 человек.